# تاريخ مباعدة الجمل

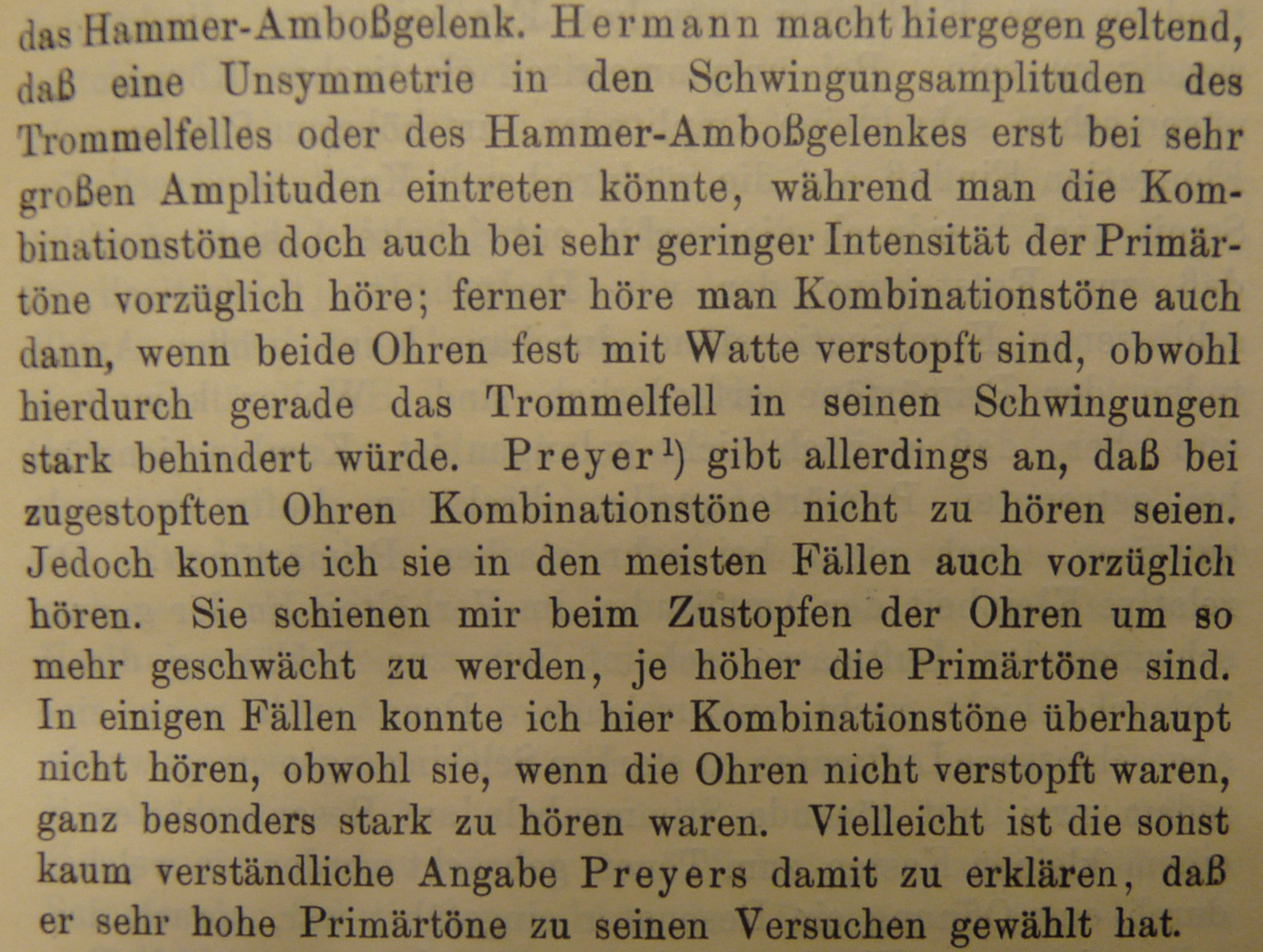
مثال على بدايات مباعدة الجمل باستخدام وحدة الإي إم الرباعية بين الجمل عام 1909.

تاريخ مباعدة الجمل هو التطور لتقاليد مباعدة الجمل منذ مقدمة يوهان غوتنبرغ عن الرموز المتحركة إلى عصرنا هذا. اتبع صف الحروف في جميع لغات أوروبا عادة طويلة وهي استخدام مسافات يختلف وسعها لتلبية تعزيز قابلية القراءة السريعة. خصصت بعض إرشادات التنسيق للطّابعين –معروفة أيضًا باسم "قواعد الطبّاعين"- الأمريكيين والإنجليزيين والفرنسيين وغيرهم من الأوروبيين قواعد لوضع المسافات متطابقو جوهريًا منذ القرن الثامن عشر فصاعدًا.